# ایستگاه نیشی-نیپوری
ایستگاه نیشی-نیپوری (انگلیسی: Nishi-Nippori Station) یک ایستگاه قطار است که در آراکاوا-کو، توکیو در ژاپن واقع شده‌است. این ایستگاه توسط شرکت راه‌آهن شرق ژاپن و دو شرکت متروی توکیو بنام متروی توکیو و متروی توئِی اداره می‌شود.